# 梵淨山冷杉
梵淨山冷杉（学名：Abies fanjingshanensis）为松科冷杉属的植物，其种加词“fanjingshanensis”意为“贵州梵净山的”。是中國貴州的特有植物，為國家一級保護野生植物。僅分佈於貴州省東北部印江縣、松桃县、江口縣三县交界地區的梵淨山的爛茶頂、白雲寺及鋸齒山一帶。

## 形態
常綠喬木，高度可達22米，胸徑可達0.65米。

通常5月開花，毬果9至11月成熟。

## 生活環境
適應於冬冷夏涼，降水豐沛的亞熱帶季風氣候的海拔2100米至2350米的山地地區，喜冷濕。主要伴生植物有铁杉（Tsuga chinensis）、扇叶槭（Acer flabellatum）、粉白杜鹃（Rhododendron hypoglaucum）、灯笼花（Enkiartnus chinensis）、山樱（Prunus serrulata）等。

## 保育狀況
梵淨山冷杉是貴州現存的唯一一種冷杉屬植物，自1981年在梵淨山的爛茶頂、白雲寺及鋸齒山一帶的山脊發現群落後再無在別處發現，分佈範圍十分狹窄，僅有約0.8平方公里。並且因為1986年5月當地發生的特大冰雹災害，梵淨山冷杉群落中的大樹基本被毀，但林下幼苗仍有倖存。如今對梵淨山冷杉的保護主要集中於對原生地的幼苗的保護，異地移種效果不佳。